# Draft de l'NBA del 1948
El Draft de la BAA de 1948 va ser el segon de la història de la liga, encara sota la denominació de Basketball Association of America. Va constar de 10 rondes i es van escollir 3 futurs membres del Basketball Hall of Fame, destacant entre tots ells Dolph Schayes, escollit un dels 50 millors jugadors de la història de l'NBA. A més, tres dels escollits aquell any van ser posteriorment escollits com a Entrenador de l'Any de l'NBA: el propio Schayes, Alex Hannum i Harry Gallatin.

## Primera ronda
|  | = All-Star     |
|  | = Hall of Fame |

| Posició | Jugador             | Nacionalitat | Equip NBA               | Universitat/Club |
| ------- | ------------------- | ------------ | ----------------------- | ---------------- |
| 1       | Andy Tonkovich (G)  | Estats Units | Providence Steamrollers | Marshall         |
| 2       | George Kok          | Estats Units | Indianapolis Jets       | Arkansas         |
| 3       | George Hauptfuhrer  | Estats Units | Boston Celtics          | Harvard          |
| 4       | Dolph Schayes (F/C) | Estats Units | New York Knicks         | NYU              |
| 5       | Ed Mikan (C/F)      | Estats Units | Chicago Stags           | DePaul           |
| 6       | Walt Budko (F/C)    | Estats Units | Baltimore Bullets       | Columbia         |
| 7       | Robert Gale         | Estats Units | St. Louis Bombers       | Cornell          |
| 8       | Ward Williams (F)   | Estats Units | Fort Wayne Pistons      | Indiana          |
| 9       | Chuck Hanger        | Estats Units | Minneapolis Lakers      | California       |
| 10      | Bobby Wanzer (G)    | Estats Units | Rochester Royals        | Seton Hall       |
| 11      | Don Ray (F/C)       | Estats Units | Philadelphia Warriors   | Western Kentucky |
| 12      | Jack Nichols (C/F)  | Estats Units | Washington Capitols     | Washington       |

## Notables eleccions posteriors
| Posició | Jugador              | Nacionalitat | Equip NBA               | Universitat/Club    |
| ------- | -------------------- | ------------ | ----------------------- | ------------------- |
| -       | Odie Spears (G)      | Estats Units | Chicago Stags           | Western Kentucky    |
| -       | Alex Hannum (F/C)    | Estats Units | Indianapolis Jets       | Southern California |
| -       | Harry Gallatin (F/C) | Estats Units | New York Knicks         | Truman State        |
| -       | Jack Coleman (F/C)   | Estats Units | Providence Steamrollers | Louisville          |
| -       | Bill Gabor (G/F)     | Estats Units | Rochester Royals        | Syracuse            |